# Sommer-Paralympics 2004/Leichtathletik/Marathon
Die Ergebnisliste der Marathonläufe bei den Sommer-Paralympics 2004 in Athen

## Männer

### T11
| Platz | Land | Athlet             |
| ----- | ---- | ------------------ |
| 1     | JPN  | Yuichi Takahashi   |
| 2     | POR  | Carlos A. Ferreira |
| 3     | ITA  | Andrea Cionna      |

### T13
| Platz | Land | Athlet          |
| ----- | ---- | --------------- |
| 1     | RUS  | Ildar Pomykalov |
| 2     | AUS  | Roy Daniell     |
| 3     | LTU  | Linas Balsys    |

### T51
| Platz | Land | Athlet         |
| ----- | ---- | -------------- |
| 1     | ITA  | Alvise de Vidi |
| 2     | GER  | Stefan Strobel |
| 3     | MEX  | Edgar Navarro  |

### T52
| Platz | Land | Athlet               |
| ----- | ---- | -------------------- |
| 1     | JPN  | Toshihiro Takada     |
| 2     | AUT  | Thomas Geierspichler |
| 3     | CAN  | Clayton Gerein       |

### T54
| Platz | Land | Athlet          |
| ----- | ---- | --------------- |
| 1     | AUS  | Kurt Fearnley   |
| 2     | CAN  | Kelly Smith     |
| 3     | POL  | Tomasz Hamerlak |

## Frauen

### T54
| Platz | Land | Athlet          |
| ----- | ---- | --------------- |
| 1     | JPN  | Kazu Hatanaka   |
| 2     | JPN  | Wakako Tsuchida |
| 3     | USA  | Cheri Blauwet   |